# Varaždinska nogometna liga 1969./70.
Varaždinska nogometna liga za sezonu 1969./70. je predstavljala ligu četvrtog stupnja nogometnog prvenstva Jugoslavije. 
 Sudjelovalo je 10 klubova, a prvak je bila "Sloboda" iz Varaždina.

## Ljestvica
| mj. | klub                          | ut. | pob. | ner. | por. | gol+ | gol- | bod |
| --- | ----------------------------- | --- | ---- | ---- | ---- | ---- | ---- | --- |
| 1.  | Sloboda Varaždin              | 18  | 14   | 1    | 3    | 61   | 27   | 29  |
| 2.  | Trnje Trnovec                 | 18  | 11   | 3    | 4    | 73   | 37   | 25  |
| 3.  | Udarnik Kućan Gornji          | 18  | 10   | 0    | 8    | 68   | 37   | 20  |
| 4.  | Ivančica Ivanec               | 18  | 9    | 2    | 7    | 43   | 35   | 20  |
| 5.  | Zagorac Kneginec              | 18  | 6    | 5    | 7    | 31   | 42   | 17  |
| 6.  | Mladost (Varaždin – Biškupec) | 18  | 7    | 3    | 8    | 36   | 54   | 17  |
| 7.  | Marof (Novi Marof)            | 18  | 7    | 1    | 10   | 37   | 43   | 15  |
| 8.  | Podravina Ludbreg             | 18  | 6    | 1    | 11   | 46   | 60   | 13  |
| 9.  | Metalac Ladanje               | 18  | 5    | 3    | 10   | 45   | 71   | 13  |
| 10. | Proleter Lepoglava            | 18  | 4    | 4    | 10   | 22   | 41   | 12  |

- Ladanje danas podijeljeno na Donje Ladanje i Gornje Ladanje. "Metalac" (danas "Rudar 47") je iz Donjeg Ladanja

## Rezultatska križaljka
| kratica | klub                          | IVA | MAR | MET | MLA | POD | PRO | SLO | TRNJ | UDA | ZAG |
| --- | ----------------------------- | --- | --- | --- | --- | --- | --- | --- | ---- | --- | --- |
| IVA | Ivančica Ivanec               |     |     |     |     |     |     |     |      |     |     |
| MAR | Marof (Novi Marof)            |     |     |     |     |     |     |     |      |     |     |
| MET | Metalac Ladanje               |     |     |     |     |     |     |     |      |     |     |
| MLA | Mladost (Varaždin – Biškupec) |     |     |     |     |     |     |     |      |     |     |
| POD | Podravina Ludbreg             |     |     |     |     |     |     |     |      |     |     |
| PRO | Proleter Lepoglava            |     |     |     |     |     |     |     |      |     |     |
| SLO | Sloboda Varaždin              |     |     |     |     |     |     |     |      |     |     |
| TRNJ | Trnje Trnovec                 |     |     |     |     |     |     |     |      |     |     |
| UDA | Udarnik Kućan Gornji          |     |     |     |     |     |     |     |      |     |     |
| ZAG | Zagorac Kneginec              |     |     |     |     |     |     |     |      |     |     |
| |                               |     |     |     |     |     |     |     |      |     |     |
| podebljan rezultat - utakmice od 1. do 9. kola (1. utakmica između klubova) rezultat normalne debljine - utakmice od 10. do 18. kola (2. utakmica između klubova) rezultat nakošen - nije vidljiv redoslijed odigravanja međusobnih utakmica iz dostupnih izvora rezultat smanjen * - iz dostupnih izvora nije uočljiv domaćin susreta prekrižen rezultat - poništena ili brisana utakmica p - utakmica prekinuta 3:0 p.f. / 0:3 p.f. - rezultat 3:0 bez borbe |                               |     |     |     |     |     |     |     |      |     |     |

 Izvori: 

## Za prvaka SNP Varaždin
Utakmice za prvaka Saveza nogometnog područja Varaždin:
| Sloboda Varaždin |  | – |  | Zagorac Krapina |  | 4:1, 2:5 prod (7:6 11 m) |  |

"Sloboda" prvak SNP Varaždin
 Izvori: 

## Kvalifikacije za Zagrebačku zonu
| Sloboda Varaždin |  | – |  | Sloga (Novoselec-Križ) |  | 0:2, 3:0 p.f. |  |
| Sloboda Varaždin |  | – |  | Metalac Sisak          |  | 2:2, 2:3      |  |

 Izvori: 

## Poveznice
- Zagrebačka zona 1969./70.
- Područna liga NSP Karlovac – 1. razred 1969./70.